# Výměna odkazů
Výměna odkazů je způsob budování zpětných odkazů pro webové stránky. Výměna odkazů se provádí z důvodu získání zpětných odkazů, které jsou důležité pro určování kvality webové stránky, page ranku, pozice ve vyhledávačích a dalších vlastností z pohledu internetové vyhledávače. Internetové vyhledávače považují zpětné odkazy vedoucí na webové stránky jako jeden ze signálů pro určení pořadí stránky na určené klíčové slovo ve vyhledávačích. Vyhledávače doporučují provádět výměnu jenom s kvalitní a tematicky zaměřenou webovou stránkou.

## Typy výměn odkazů
Z hlediska SEO existuje několik druhů výměn odkazů:
Dvoucestná(2way)
Dvoucestná výměna odkazů. Stránka A odkazuje na stránku B a stránka B odkazuje na stránku A. Z algoritmického hlediska je tato výměna lehce rozpoznatelná z pohledu vyhledávače.
Třícestná(3way)
Třícestná výměna odkazů. Stránka A odkazuje na stránku B a stránka B odkazuje na stránku C. Z algoritmického hlediska je tato výměna hůře rozpoznatelná jako dvoucestná výměna odkazů.
Čtyřcestná(4way)
Čtyřcestná výměna odkazů. Stránka A odkazuje na stránku B a stránka C odkazuje na stránku D. Z algoritmického hlediska se tato výměna téměř nedá rozpoznat.

## Postihy od vyhledávačů
Internetové vyhledávače (seznam.cz, google.com) se snaží zabránit manipulování svých výsledků. Zpětné odkazy jsou jedním z důležitých faktorů pro určování pozice ve vyhledávačích. Zakázané manipulování s odkazy může vést k postihu stránek ve vyhledávačích a až k samotnému vyřazení stránek z vyhledávání (nikomu se stránky nezobrazí). Jako zakázané techniky považují vyhledávače všechny druhy automatické výměny odkazů. Pokud na stránkách chce uživatel používat automaticky vyměnéné odkazy, musí odkazům přiřadit atribut nofollow nebo je vložit přes JavaScript.